# Holmberg I
Holmberg I (también conocida como Mailyan 44, UGC 5139 o DDO 63) es una galaxia enana en la constelación de la Osa Mayor, a aproximadamente 12,5 millones de años luz de la Tierra.